# Joe Taslim
Johannes "Joe" Taslim (Palembang, Dél-Szumátra, 1981. június 23. –) indonéz színész és harcművész, vegyesen palembangiai és kínai származású. 1997 és 2009 között az indonéz judo válogatott tagja is volt.

## Színészi pályafutása
Taslim modellként és színészként tevékenykedik, magazinokban, tévés reklámokban és számos indonéz játékfilmben szerepel. 2010-ben megnyerte Jaka, egy különleges rendőrőrmester szerepét a díjnyertes A rajtaütés című filmben.
2019 júliusában Taslim csatlakozott a Mortal Kombat remakejének egyik szerepére, mint Sub-Zero / Noob Saibot.

## Filmográfia

### Film
| Év   | Magyar cím              | Eredeti cím                                     | Szerep                                              | Magyar hang    |
| ---- | ----------------------- | ----------------------------------------------- | --------------------------------------------------- | -------------- |
| 2008 |                         | Karma                                           | Armand Guan                                         |                |
| 2009 |                         | Rasa                                            | Allivan                                             |                |
| 2011 | A rajtaütés             | The Raid                                        | Jaka őrmester                                       | Fenyő Iván     |
| 2012 |                         | Dead Mine                                       | Joko                                                |                |
| 2013 | Halálos iramban 6.      | Fast & Furious 6                                | Jah                                                 | Szkárosi Márk  |
| 2013 |                         | La Tahzan (Don't be Sad)                        | Yves Yamada                                         |                |
| 2014 | A rajtaütés 2.          | The Raid 2                                      | Jaka őrmester (fényképen) (stáblistán nem szerepel) | Nem szólal meg |
| 2016 | Star Trek: Mindenen túl | Star Trek Beyond                                | Manas / Anderson Le                                 |                |
| 2017 |                         | Surat Kecil untuk Tuhan (A Small Letter to God) | Martin                                              |                |
| 2018 | Az éjszaka eljön értünk | The Night Comes for Us                          | Ito                                                 |                |
| 2019 |                         | Hit & Run                                       | Tegar                                               |                |
| 2020 | A penge szava           | The Swordsman                                   | Gurutai                                             |                |
| 2021 | Mortal Kombat           | Mortal Kombat                                   | Bi-Han / Sub-Zero / Noob Saibot                     | Zámbori Soma   |
| 2025 | Mortal Kombat II.       | Mortal Kombat II                                | Bi-Han / Sub-Zero / Noob Saibot                     |                |

### Televízió
| Év        | Magyar cím | Eredeti cím   | Szerep  | Megjegyzés                                  |
| --------- | ---------- | ------------- | ------- | ------------------------------------------- |
| 2019–2023 | Harcos     | Warrior       | Li Yong | - Cinemax - magyar hangja: - Janicsek Péter |
| 2023      |            | Blindspotting | Mustafa | vendégszereplő                              |

## Sporteredmények
| Év   | Esemény                                 | Sport | Osztály        | Eredmény   | Hivatkozás  |
| ---- | --------------------------------------- | ----- | -------------- | ---------- | ----------- |
| 1999 | Délkelet-Ázsia judo bajnokság Szingapúr | Judo  | Men Free Class | aranymedál | [ 7 ] [ 8 ] |
| 2007 | délkelet-ázsiai játékok                 | Judo  | férfi –81 kg   | ezüstmedál | [ 7 ] [ 8 ] |
| 2008 | Indonéziai Nemzeti játékok              | Judo  | férfi –81 kg   | aranymedál | [ 7 ] [ 8 ] |